# زارمائیر آشرافیان
زارمائیر آندرئاسی آشرافیان (ارمنی: Զարմայր Անդրեասի Աշրաֆյան زاده ۱۵ مارس ۱۸۹۸ - درگذشته ۱۹۳۶) حقوق‌دان و سیاستمدار اهل ارمنستان بود که از تاریخ ۲۴ آوریل ۱۹۲۷ تا تاریخ ۳۰ مارس ۱۹۲۹ وزارت دادگستری ارمنستان و همزمان دادستان کل جمهوری ارمنستان را برعهده داشت.

## زندگی
وی در ۱۵ مارسِ ۱۸۹۸ در لرناپات به دنیا آمد و از دانشگاه دولتی تفلیس فارغ‌التحصیل گشت.  وی در ۱۹۳۶ در سن ۳۸ سالگی در تبعید کشته شد.

## یادداشت
1. ↑  ՀԽՍՀ դատախազ